# 雅科波·薩拉
雅科波·薩拉（義大利語：Jacopo Sala）是意大利的一位足球運動員，場上司職中場，現在效力于意大利足球丙级联赛球隊Rimini。